# إيماثيا
إيماثيا إحدى مقاطعات اليونان وتضم المدن التالية:
- ناوسا
- ألكساندريا
- فيريا